# 勝浦市民バス

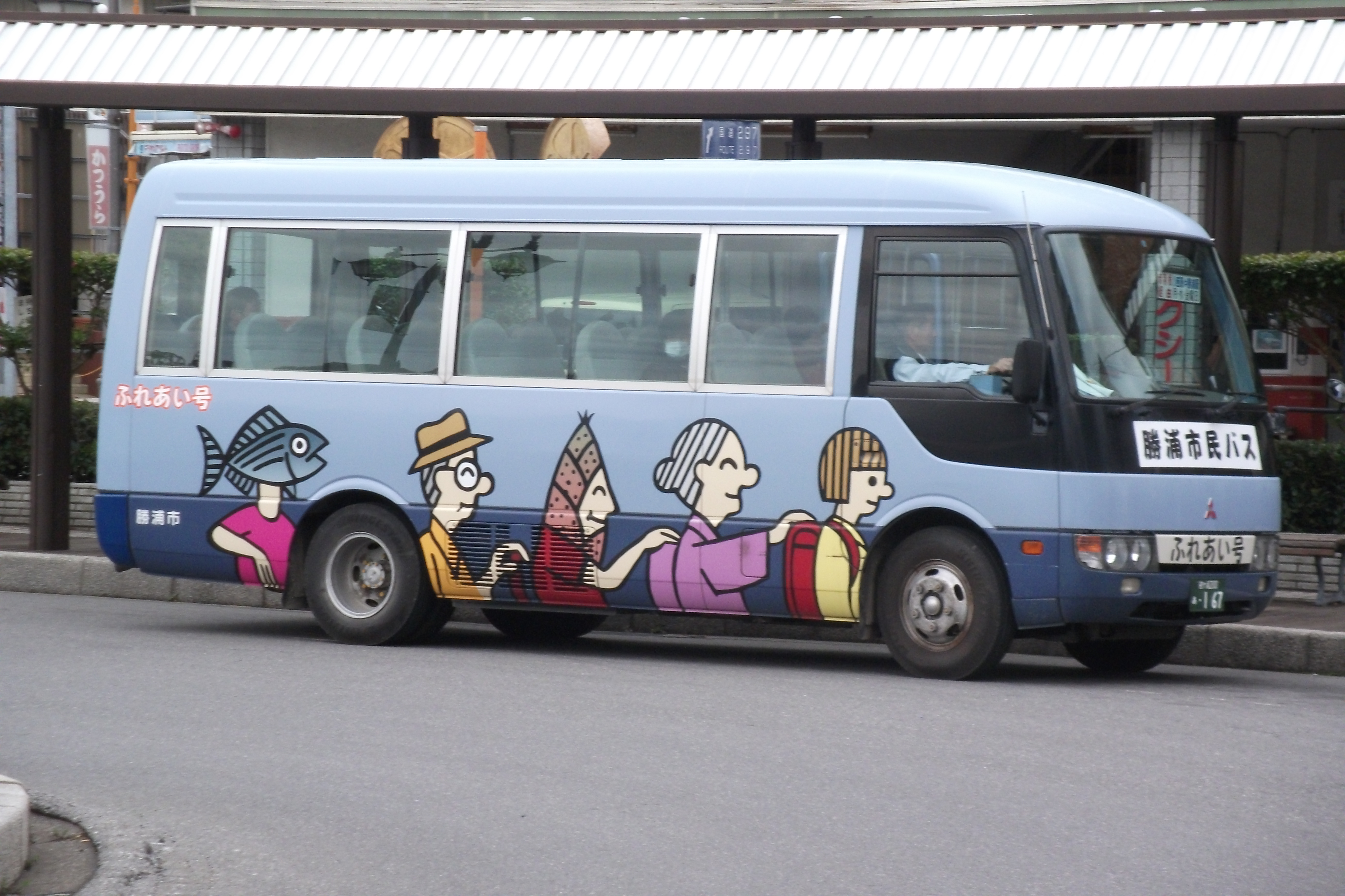
勝浦市民バスの車両

勝浦市民バス（かつうらしみんバス）は、千葉県勝浦市がかつて運行していたコミュニティバスである。「ふれあい号」「なかよし号」の愛称が付けられていた。小湊鉄道長南営業所へ運行を委託していた。

## 沿革
- 2003年4月1日 - 運行開始。
- 2014年9月30日 - 翌10月1日からの予約制乗合タクシー（デマンドタクシー）実証運行開始に伴い、市民バスの運行を終了[2]。

## 運賃
- 大人 200円
- 子供 100円

## 路線

### ふれあい号

#### 西浦～勝浦線
- 勝浦駅 - 市役所 - 勝浦駅入口 - 松部港山田 - 荒川テニスコート前 - 上野小学校前 - 赤羽根 - 古新田 - 西原

月・水・金曜日運転（但し休日運休）

#### 西原～興津～勝浦線
- 勝浦駅 - 市役所 - 勝浦駅入口 - 松部港 - 海の博物館 - 興津公民館入口 / 興津公民館 - 興津久保山台 - 西原 - 古新田 - 西原

火・木曜日運転（但し休日運休）

### なかよし号

#### 大楠～勝浦線
- 勝浦駅 - 川津南 - 市役所 - 勝浦駅入口 - 松部港山田 - 荒川テニスコート前 - 曲谷 - 向小羽戸 - 大楠消防詰所前

火曜日運転（但し休日は運休）

#### 松野～興津線
- 興津駅 - 植野坂上 - 上野小学校前 - 曲谷 - 向小羽戸 - 松野坂

月・木曜日運転（但し休日は運休）